# Quaderni filosofici (Lenin)
Quaderni filosofici (in russo Философские тетради?, Filasovskije tetradi), appunti di Lenin, scritti tra il 1895 ed il 1917, pubblicati per la prima volta nel 1933. La maggior parte delle note risalgono al periodo della prima guerra mondiale.

## Descrizione del contenuto
Queste note includono riassunti di varie opere, tra cui La Sacra Famiglia di Marx ed Engels, "Sull'essenza della religione" e "Sulla filosofia di Leibniz" di Feuerbach, "Scienza della logica", lezioni sulla storia della filosofia e lezioni sulla filosofia della storia di Leibniz.
Prendendo le armi contro l'idealismo, Lenin osserva che l'idealismo sostanzia effettivamente lo stato di cose ingiusto, è un freno allo sviluppo e una copertura per il fondamentalismo religioso. Il materialismo, al contrario, guarda sobriamente e audacemente al mondo reale e contribuisce alla liberazione dell'umanità. Allo stesso tempo, Lenin, seguendo Engels, distingue tra il materialismo vecchio e il più moderno. Lenin interpreta semplicemente la differenza tra idealismo e materialismo:
1. lo spirito dà origine alla materia;
2. la materia dà origine allo spirito.

Nel campo della conoscenza del mondo, l'idealismo tende allo scetticismo, perché non riesce a vedere l'essenza dietro il fenomeno. Criticando l'idealismo di Hegel, Lenin apprezza il suo metodo dialettico, che sottolinea la complessa unità del mondo, così come l'incoerenza del suo sviluppo. Considerando la questione della contraddizione tra la limitatezza della coscienza umana e l'infinità della materia, Lenin, tuttavia, mostra ottimismo epistemologico, poiché una persona tende non alla verità in generale, ma a quella verità che soddisfa i suoi bisogni cognitivi. E questa verità, a suo avviso, è abbastanza realizzabile, anche se può cambiare nel tempo.

## Critiche
Secondo Subetto, nei "Quaderni filosofici" Lenin formulò per la prima volta nella storia del marxismo il concetto di nucleo della dialettica marxista.
Secondo Kessidi, l'idea della lotta degli opposti espressa da Lenin è una conseguenza della politicizzazione dell'autore della filosofia in generale e delle categorie filosofiche.